# Lexington (Massachusetts)
Lexington is een plaats (town) in Massachusetts in de Verenigde Staten, ongeveer 20 km ten westen van Boston. Lexington had 30.355 inwoners bij de volkstelling van 2000.
Lexington is bekend als de plaats waar in 1775 de openingsschoten vielen van de Amerikaanse Onafhankelijkheidsoorlog bij de slagen bij Lexington en Concord.

## Geschiedenis
Lexington werd gegrondvest in 1640.

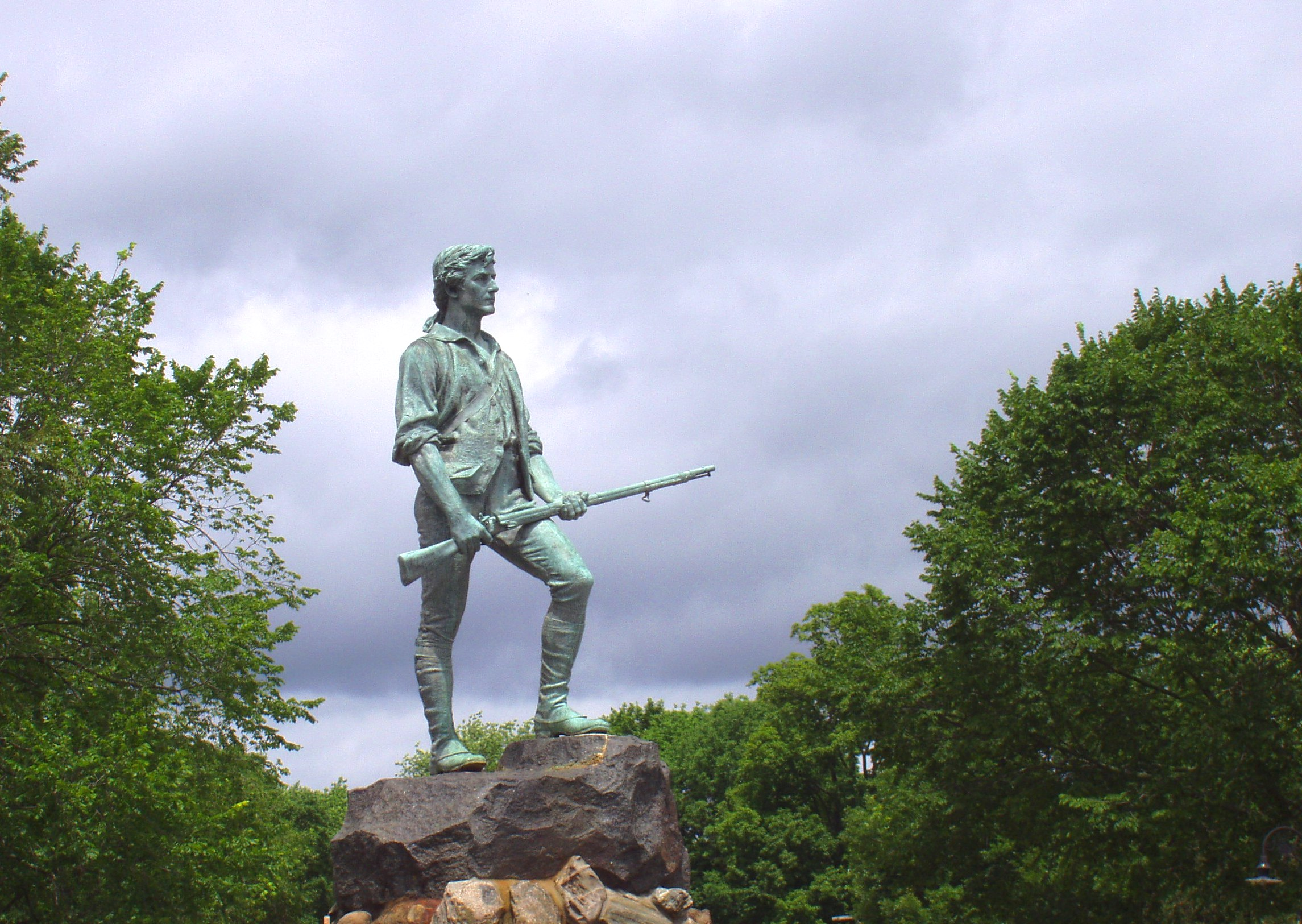
Minute Man statue on Lexington Green, by H. H. Kitson.

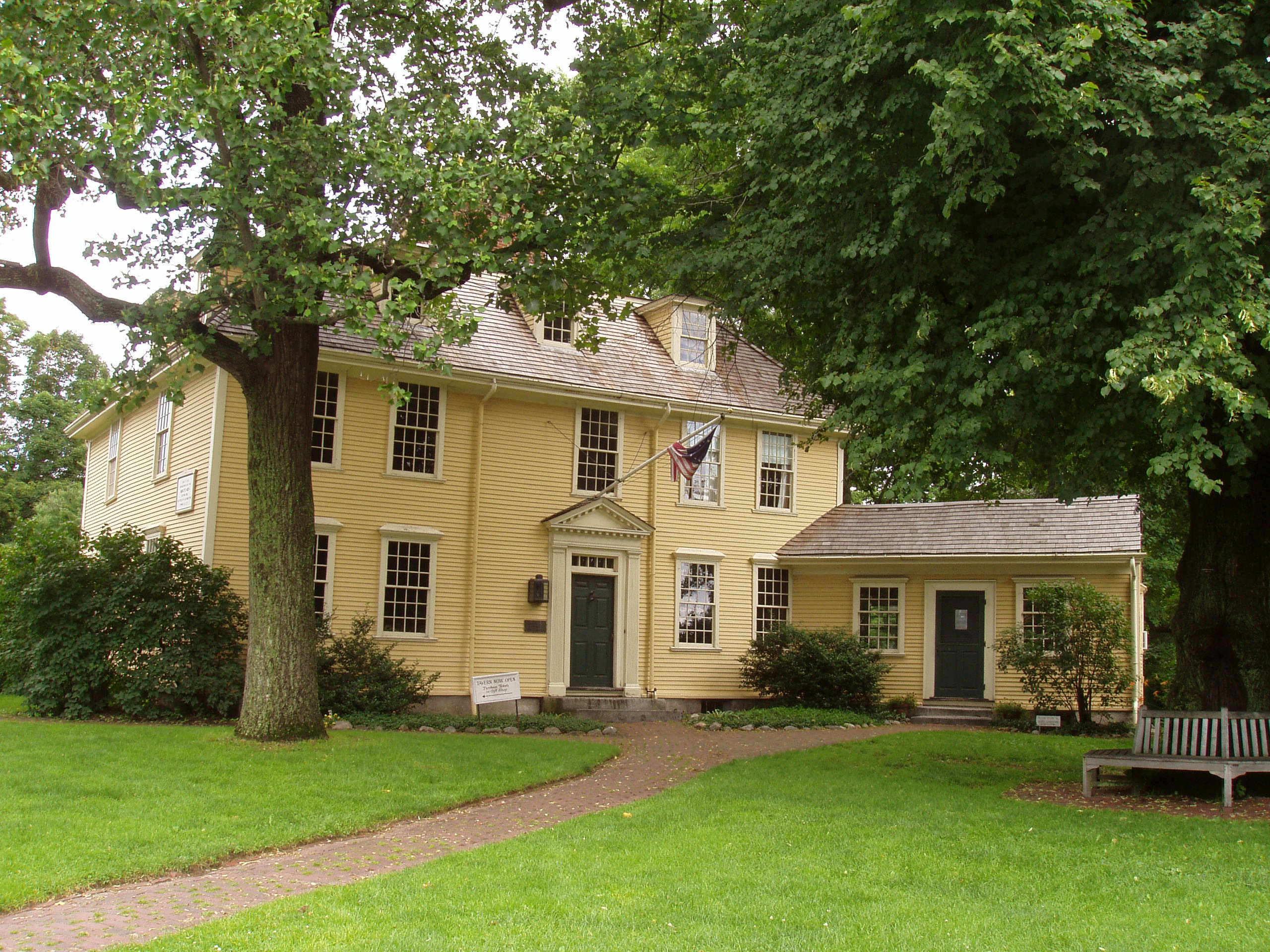
Buckman Tavern.

In de vroege morgen van 19 april 1775 vond de eerste veldslag van de Amerikaanse Onafhankelijkheidsoorlog plaats op het gemeenschappelijke grasveld in het midden van Lexington, de Lexington Green. Ongeveer 75 leden van de burgermilitie, de Minutemen, in de aanwezigheid van een groot aantal toeschouwers, confronteerden een Britse legereenheid, die van Boston was gekomen. De legereenheid was op weg naar Concord om een gerapporteerde wapenopslagplaats te ontmantelen, maar de burgers van Lexington waren gewaarschuwd dat de Britten er aankwamen.
Het is niet duidelijk wie het eerste schot afvuurde, maar de Britten openden het vuur op de revolutionairen. De slag duurde maar een paar minuten, waarna de Minutemen zich terugtrokken. Er vielen acht doden en tien gewonden aan Amerikaanse zijde, terwijl er een Britse soldaat gewond raakte.
Na de overwinning trokken de Britten door naar Concord, waar een paar uur later de tweede confrontatie van die dag plaatsvond.

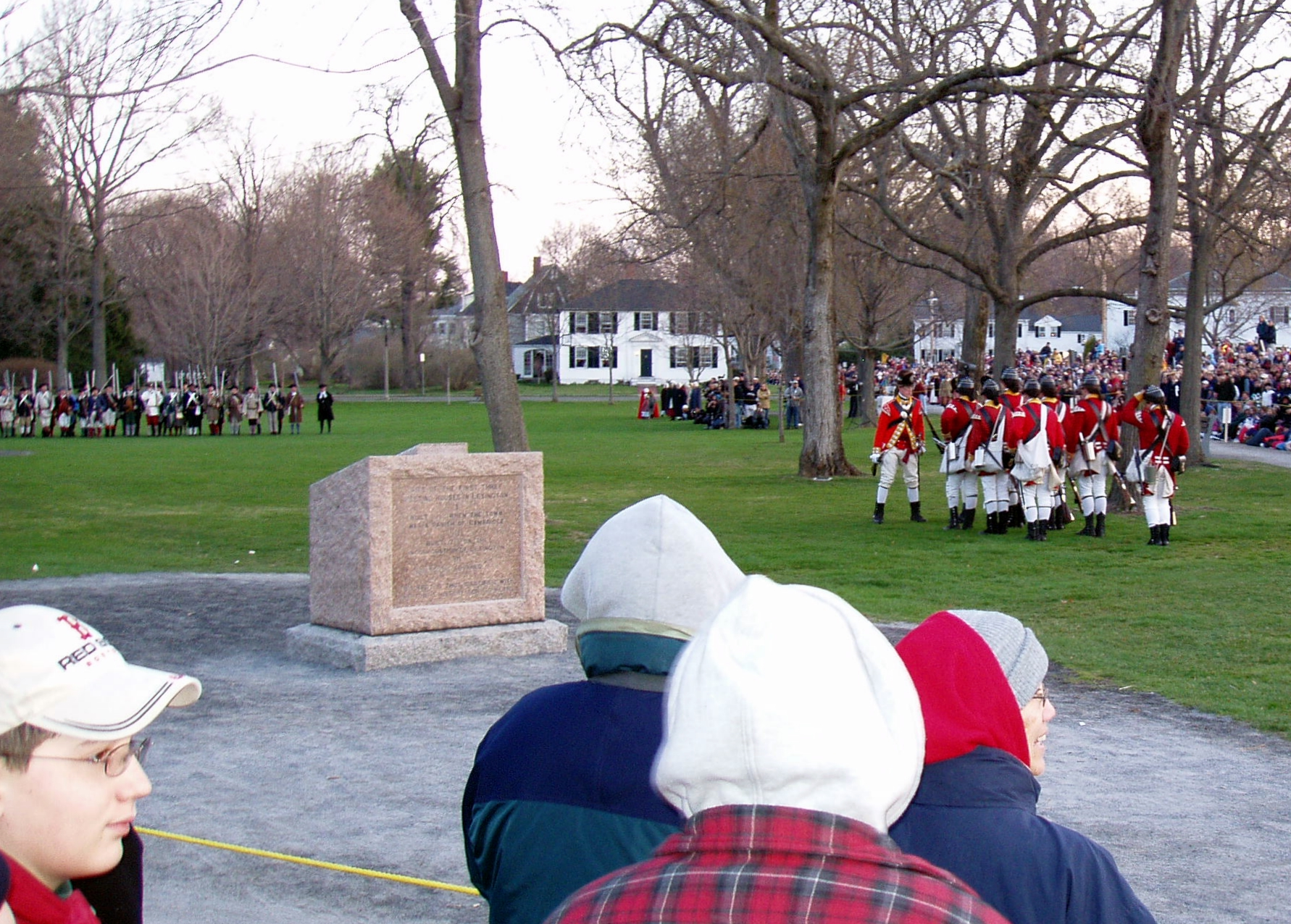
Opvoering van de slag van Lexington

Ieder jaar, op de derde maandag in april, viert Lexington Patriot's Day. Om half zes in de morgen worden de gebeurtenissen nagespeeld die er in 1775 plaatsvonden. Het wordt erg realistisch opgevoerd, met veel geweerschoten en rook.
Het hele jaar door komen er veel toeristen naar Lexington, en bezoeken de locaties waar de historische gebeurtenissen plaatsvonden.

## Bekende personen uit Lexington
- Henry David Abraham (1942), arts en hoogleraar; co-ontvanger van de Nobelprijs voor de Vrede 1985 als onderdeel van het IPPNW, bewoner
- Tim Berners-Lee (1955), uitvinder van het World Wide Web, bewoner
- Noam Chomsky (1928), hoogleraar in de taalkunde bij het Massachusetts Institute of Technology en linksgeoriënteerd schrijver, bewoner
- Salvador Luria, wimnaar van de Nobelprijs voor Fysiologie of Geneeskunde, vroegere bewoner
- Mario Molina, winnaar van de Nobelprijs voor Scheikunde, bewoner
- Philip Young, ambassadeur
- Clifford Shull, winnaar van de Nobelprijs voor Natuurkunde, vroegere bewoner
- Drew Weissman (1959), winnaar van de Nobelprijs voor Fysiologie of Geneeskunde, geboren
- Edward Osborne Wilson, hoogleraar in de entomologie, bewoner

## Bezienswaardigheden
- Buckman Tavern
- Hancock-Clarke House
- Minute Man National Historical Park